# Gewerbemuseum Basel

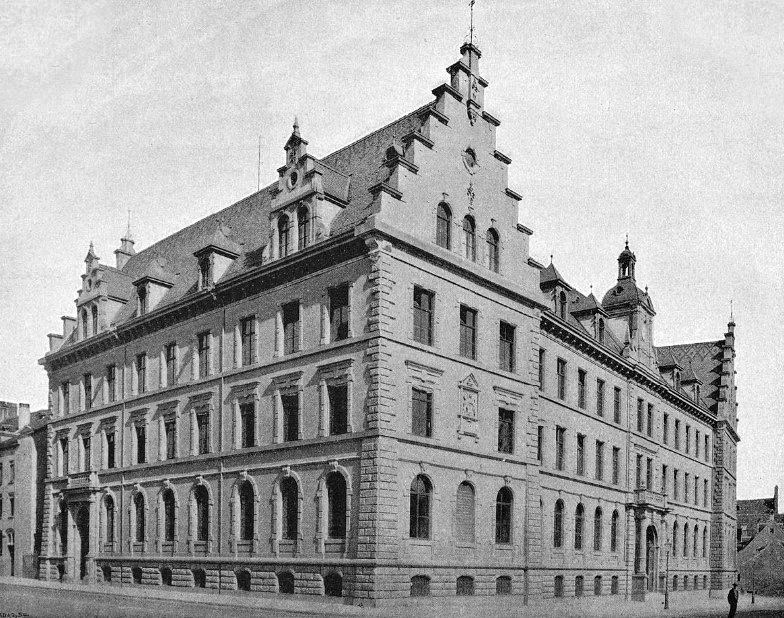
Ehemalige Allgemeine Gewerbeschule und Gewerbemuseum Basel, 1896

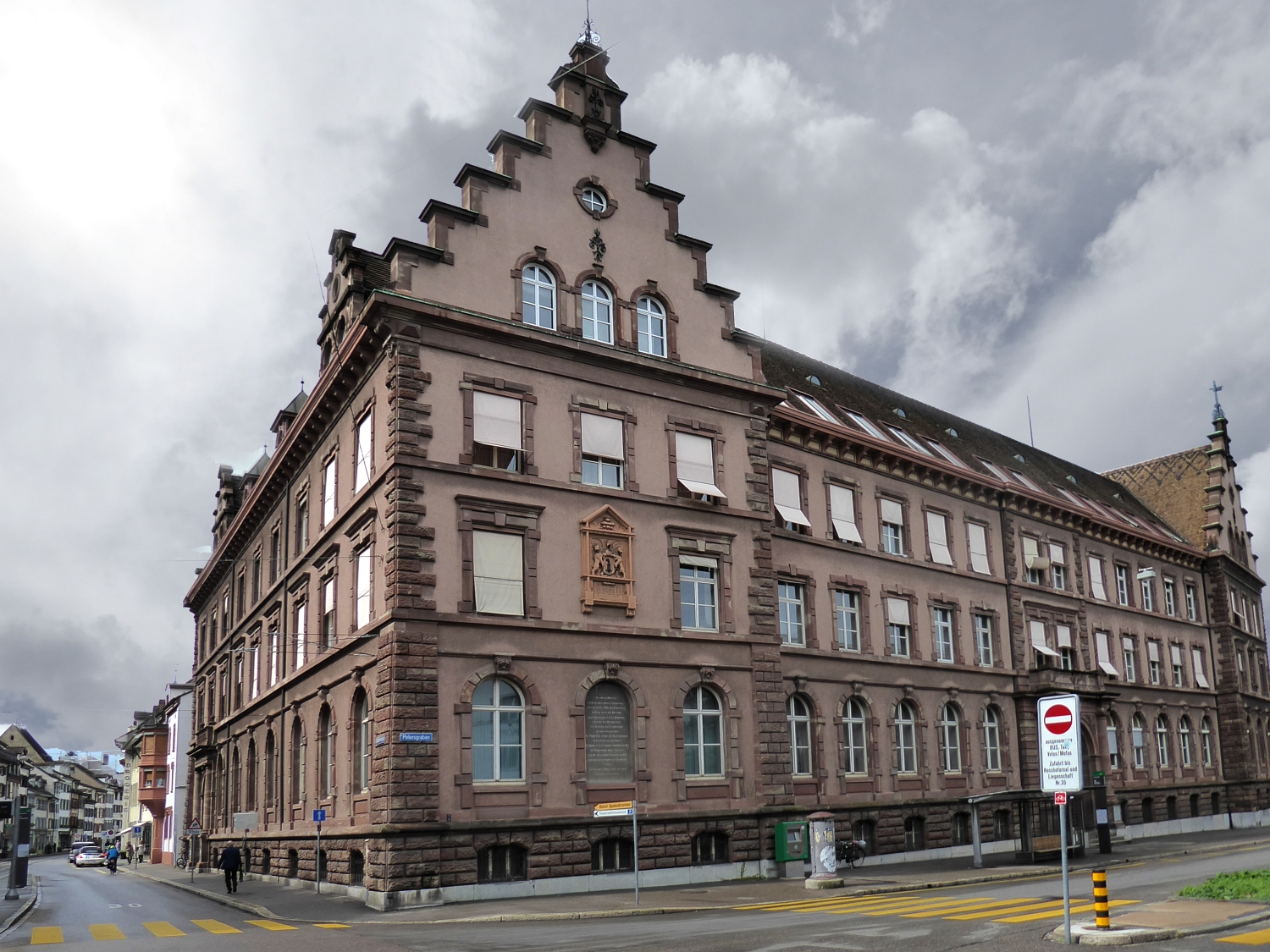
Ehemalige Allgemeine Gewerbeschule und Gewerbemuseum Basel, 2019

Das Gewerbemuseum Basel stand auf dem Gelände des ehemaligen, im 13. Jahrhundert erbauten Klosters der Barfüsser und später der Schwestern von St. Bernhard. Bis zur Reformation wurde das Kloster von den Clarissen geführt.

## Geschichte

### 19. Jahrhundert
Die 1796 an der Steinenvorstadt gegründete Zeichen- und Modellierschule für junge Handwerker wurde 1887 in die vom Kanton gegründete Allgemeine Gewerbeschule als kunstgewerbliche Abteilung aufgenommen, in der immer mehr gestalterisch-künstlerische Ausbildungsgefässe geführt wurden. 1889 beschloss der Grosse Rat an dieser Stelle die Errichtung eines Gebäudes für die Gewerbeschule und das Gewerbemuseum. Das sich dort befindende Kornhaus wurde abgebrochen. 1890 wurde mit dem Bau begonnen, und 1892 wurde das Gebäude bezogen. Es wurde von den Architekten Heinrich Reese und Friedrich Walser geplant. Der Vorsteher des Baudepartements, Rudolf Falkner (1827–1898), der Vorsteher des Erziehungsdepartements, Richard Zutt, der Präsident der Gewerbeschule-Kommission Eduard Hagenbach sowie der Präsident der Kommission des Gewerbemuseums, der Bankier und Politiker Louis La Roche (1852–1920), trugen massgeblich zu der Realisierung des Gewerbemuseums bei. 

### 20. Jahrhundert
1914 wurde das Gewerbemuseum eine staatliche Anstalt. Die bis dahin bestehende Aufsichtskommission wurde aufgelöst und das Museum der Direktion der Allgemeinen Gewerbeschule unterstellt. Ab 1915 erfolgte eine Reorganisation unter Direktor Julius de Praetere. Er führte als Ergänzung zur Lehrlingsschule eine kunstgewerbliche Abteilung mit Fachklassen für Architektur und Raumkunst, Bildhauerei und Modellieren, angewandte Graphik und kunstgewerbliche Metallarbeit ein. 1917 erfolgte der Umbau der Sammlungsräume des Gewerbemuseums durch Erwin Heman (1876–1942). Zwischen 1916 und 1943 wurde unter dem ersten leitenden Bibliothekar Albert Baur die Bibliothek systematisch ausgebaut. Im gleichen Zeitraum wurden einflussreiche Ausstellungen des Deutschen und des Schweizerischen Werkbunds gezeigt, ab 1928 eine Reihe von Ausstellungen im Sinn und Geist des Bauhauses, wofür nicht zuletzt der Kurator Georg Schmidt verantwortlich war, der zwischen 1929 und 1939 am Gewerbemuseum wirkte. Nach Ausbruch des Zweiten Weltkrieges traten neben Design und Architektur zunehmend Themen mit sozialen, technischen und lokalhistorischen Aspekten in den Vordergrund. 1930 wurde der Photographie-Unterricht eingeführt.
1970 übernahm mit Gustav Kyburz erstmals ein vollamtlicher Direktor die Leitung des Gewerbemuseums. Er war nicht mehr wie seine Vorgänger gleichzeitig auch Direktor der Gewerbeschule bzw. ihrer kunstgewerblichen Abteilung. 1984 wurde das Museum in «Gewerbemuseum Basel / Museum für Gestaltung» umbenannt, ab 1989 führte es nur noch die Bezeichnung «Museum für Gestaltung». Der Namenswechsel entsprach einer konzeptuellen Neuorientierung: anstelle der vormaligen Spartenausstellungen wurden thematische Ausstellungen gezeigt, die neben Fragen der Alltagskultur philosophische Begriffe und abstrakte Konzepte zur Darstellung bringen wollten.

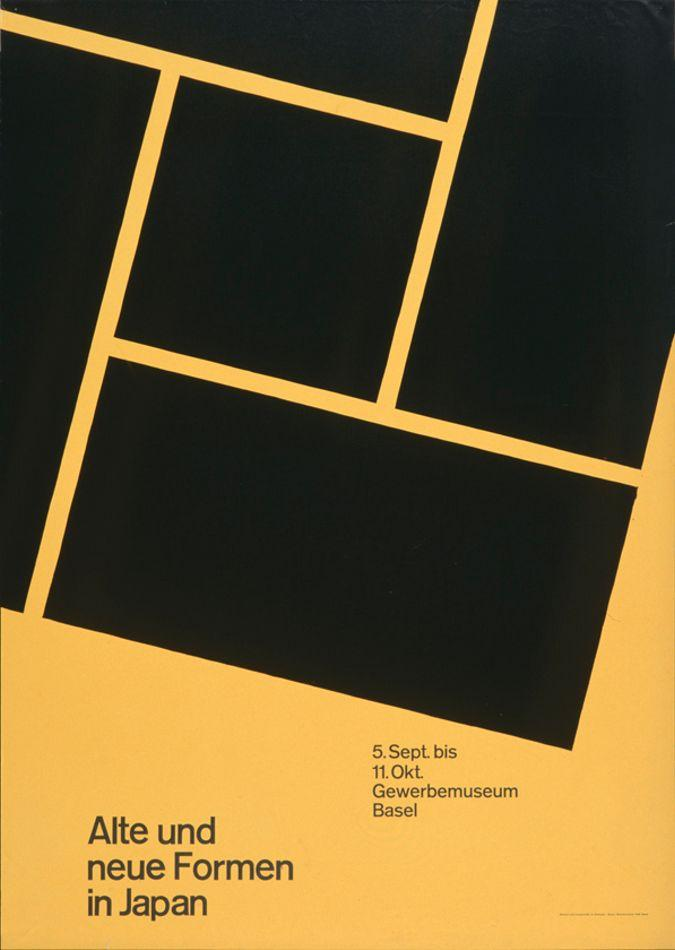
Plakat von Armin Hofmann von 1959

### Schliessung
Im Frühjahr 1995 beschloss die Basler Regierung, das Museum im Zuge der damaligen Sparmassnahmen zu schliessen. Trotz Interventionen unterschiedlicher Kreise, die Regierung dazu zu bewegen, diesen Entscheid rückgängig zu machen, schloss das Museum am 31. März 1996 seine Tore. Die umfangreiche Plakatsammlung, die Textilsammlung und die Bibliothek wurden der Schule für Gestaltung Basel angegliedert. Diese Sammlungen und die Bibliothek wurden 2018 aus dem Gebäude der ehemaligen Gewerbeschule in das Transitlager auf dem Dreispitzareal verlagert.

## Direktion
- 1880–1891: Wilhelm Bubeck
- 1891–1912: Eduard Spieß
- 1915–1916: Jules de Praetere
- 1916–1942: Hermann Kienzle
- 1943–1964: Berchtold von Grünigen (1899–1976)
- 1965–1970: Emil Ruder
- 1971–1982: Gustav Kyburz (1916–1991)
- 1982–1986: Hans Hartmann (* 1935)
- 1987–1996: Bruno Haldner (* 1953)

## Architektur
Die Gewerbeschule ist als Dreiflügelanlage mit zentralem Eingang zum Petersgraben hin konzipiert. Die Steildächer, Treppengiebel und Sandsteineinfassungen erinnern an das alte Kornhaus. Die vielfältige Steinbearbeitung erinnert an Bauten der deutschen Renaissance, eine Blütezeit hochwertiger Handwerkskultur und Gewerbefleisses.